# Moncton-Sud-Ouest
Circonscription électorale provinciale du Canada
Moncton-Sud-Ouest ((en) Moncton Southwest) est une ancienne circonscription électorale provinciale du Nouveau-Brunswick, au Canada. Elle est représentée à l'Assemblée législative entre 2014 et 2024.

## Géographie
La circonscription comprend:
- Une partie de la ville de Moncton

## Liste des députés
| Législature | Années    | Député | Député        | Parti                     |
| --- | --------- | ------ | ------------- | ------------------------- |
| Moncton-Sud-Ouest Circonscription issue de Moncton-Sud, Moncton-Crescent, Moncton-Nord et Petitcodiac                                        |           |        |               |                           |
| 58e | 2014-2018 |        | Sherry Wilson | Progressiste-conservateur |
| 59e | 2018-2020 |        | Sherry Wilson | Progressiste-conservateur |
| 60e | 2020-2024 |        | Sherry Wilson | Progressiste-conservateur |
| Dissoute dans Moncton-Centre, Moncton-Nord-Ouest, Arcadia-Butternut Valley-Maple Hills, Moncton-Sud, Sussex-Three Rivers et Albert-Riverview |           |        |               |                           |